# 愛子內親王缺課事件
愛子内親王缺課事件（日语：／ Aiko Naishin'nou futōkō sōdō）為日本皇室成員愛子内親王於2010年因在學期間缺課所引起的騷動事件。愛子就讀于東京新宿區學習院小學，但2010年3月，愛子内親王因男同學的“粗暴行為”受到驚嚇，從此開始懼怕上學，同時愛子學年結業典禮和4月的新生歡迎儀式都沒有出席。日本皇室宣稱愛子内親王缺課時會在家接受專門輔導。